# Naprężenie normalne
Naprężenie normalne jest składową normalną naprężenia całkowitego {\displaystyle {\vec {s}}} oznaczaną przez {\displaystyle \sigma _{n}} i prostopadłą do płaszczyzny przekroju poprzecznego o normalnej zewnętrznej {\displaystyle {\vec {n}}.} Naprężenie to jest związane z aksjacyjną deformacją ciała (bez zmiany jego kształtu). Wyznaczanie naprężeń normalnych w przypadku ogólnym wymaga zastosowania metod mechaniki ośrodków ciągłych. W przypadku zginania prętów pryzmatycznych stosuje się dwie hipotezy Eulera-Bernouliego:
- hipoteza kinematyczna (nazywana też hipotezą płaskich przekrojów) zakłada, że płaski przekrój poprzeczny pręta nieobciążonego pozostaje płaski (nieodkształcony) po przyłożeniu obciążenia wywołującego zginanie,
- hipoteza statyczna polega na dokonaniu założenia, że jedynymi różnymi od zera naprężeniami, działającymi w każdym przekroju poprzecznym są: {\displaystyle \sigma _{x}} i {\displaystyle \tau _{xy}=\tau _{yx}.}

Z hipotez tych wynika, że rozkład naprężeń normalnych wywołanych zginaniem jest liniowy w obu kierunkach prostopadłych do osi obojętnej przekroju poprzecznego. Wniosek ten dotyczy nie tylko prętów, ale także płyt i powłok.
Wymiarowanie przekrojów zginanych w płaszczyźnie wyznaczonej przez osie {\displaystyle x,y} polega na sprawdzaniu warunku
{\displaystyle \sigma _{x_{max}}<\sigma _{dop},\quad {}}
gdzie:
{\displaystyle \sigma _{x}={\frac {M}{I}}y,}
{\displaystyle M} – moment zginający przekrój,
{\displaystyle I} – moment bezwładności przekroju.